# Ernst Johann von Biron
Arnošt Jan Biron (německy Ernst Johann von Biron, původně Ernest Johann Bühren, lotyšsky Ernests Johans Bīrons, rusky Эрнст Иоганн Бирон, 23. listopadu 1690, Kalnciems – 29. prosince 1772, Jelgava) byl baltsko-německý říšský hrabě, vévoda kuronský a zemgalský v letech 1737–1741 a 1763–1769, pan sycovský od 1734, favorit a rádce ruské carevny Anny Ivanovny. Po její smrti v roce 1740 byl regentem Ruského impéria v zastoupení za nedospělého cara Ivana VI.

## Životopis

### Původ
Arnošt Jan Biron pocházel z livonského šlechtického roud Bironů. Byl synem středně zámožného šlechtice Karla von Bühren a Kateřiny Hedviky van der Raab.
V mládí studoval na Albertové univerzitě v Královci. Za svůj závratný společenský vzestup a kariéru vděčil kuronské kněžně, ženě Bedřicha Viléma Kettlera, budoucí carevně Anně Ivanovně. Vstoupil do jejího života přibližně v době, kdy sešlo ze sňatku Anny s Heřmanem Mořicem Saským, a měl na ni ohromný vliv až do konce jejího života. V roce 1718 nastoupil jako osmadvacetiletý dvořan do služby v kanceláři ovdovělé kněžny, stal se záhy správcem jednoho z panství a v roce 1727 plně vystřídal předchozího správce Kuronska P. M. Bestuževa, a to nejen v úřadě, ale i v roli Annina favorita. Objevily se dokonce zvěsti, že mladší Bironův syn, Karel Arnošt (nar. 11. října 1718) měl být společným synem s Annou. (Toto tvrzení obsahuje kniha knížete Dolgorukého, vydaná v roce 1788). Pro tuto domněnku není přímých důkazů, existuje však nepřímé svědectví: když Anna v lednu roku 1730 přesídlila z Mitavy do Moskvy převzít vládu nad říší, vzala chlapce s sebou, třebaže Biron s rodinou zůstal v Kuronsku.

### Favorit carevny Anny Ivanovny

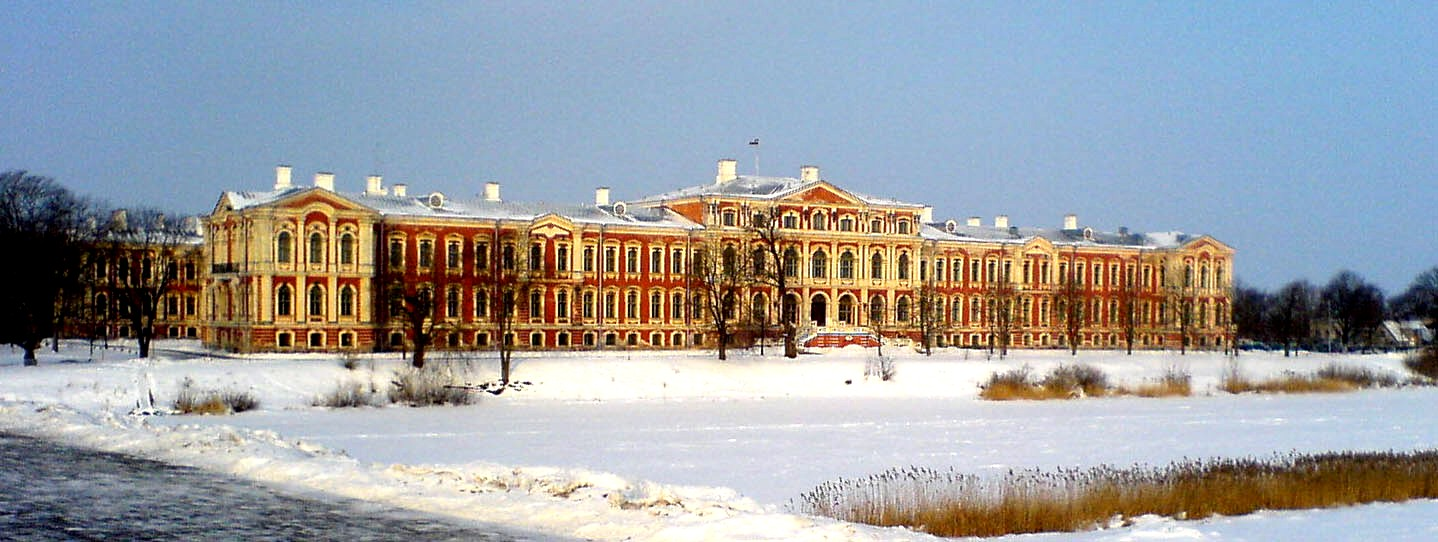
Palác Arnošta Jana Birona v Jelgavě

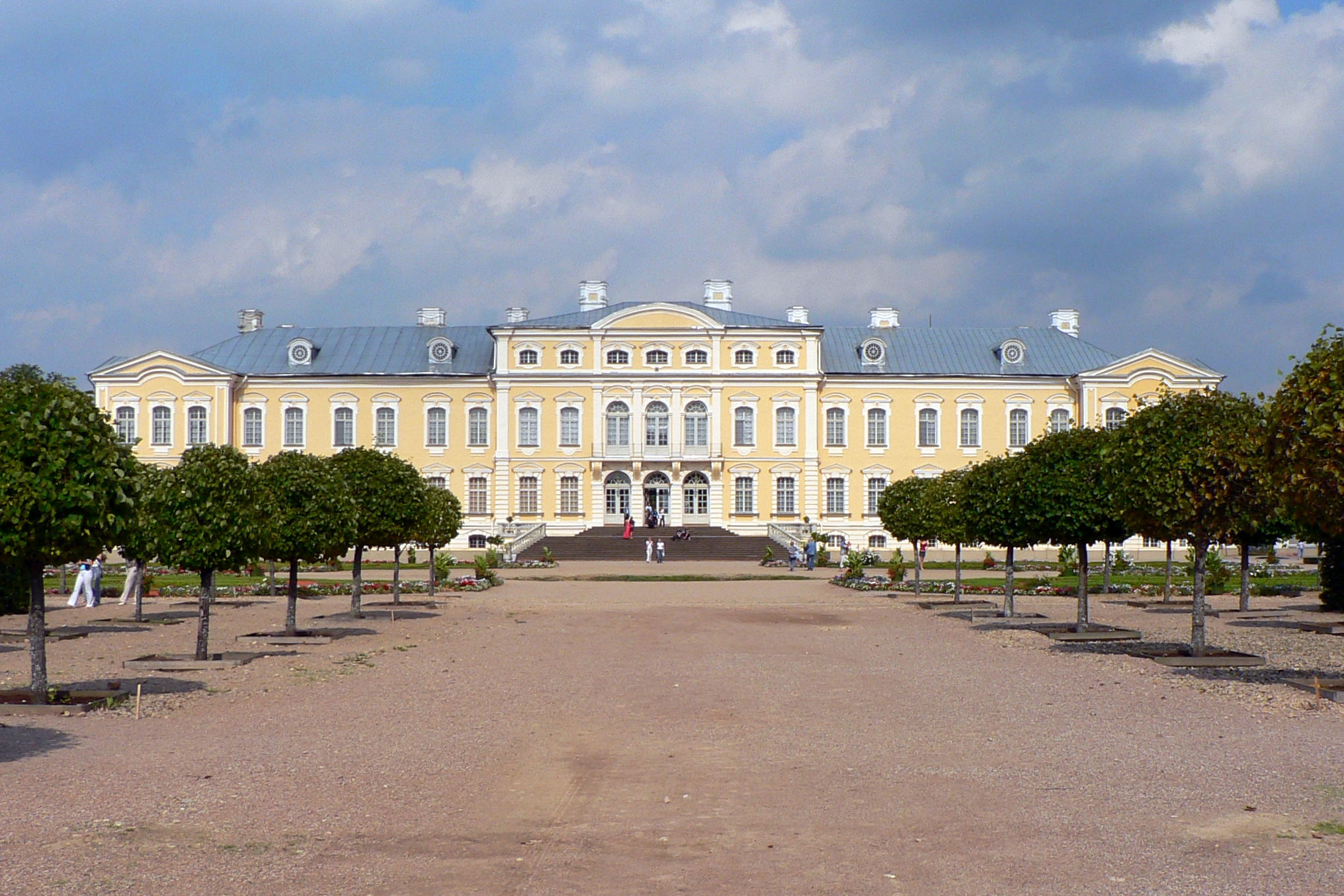
Palác Arnošta Jana Birona v Rundāle

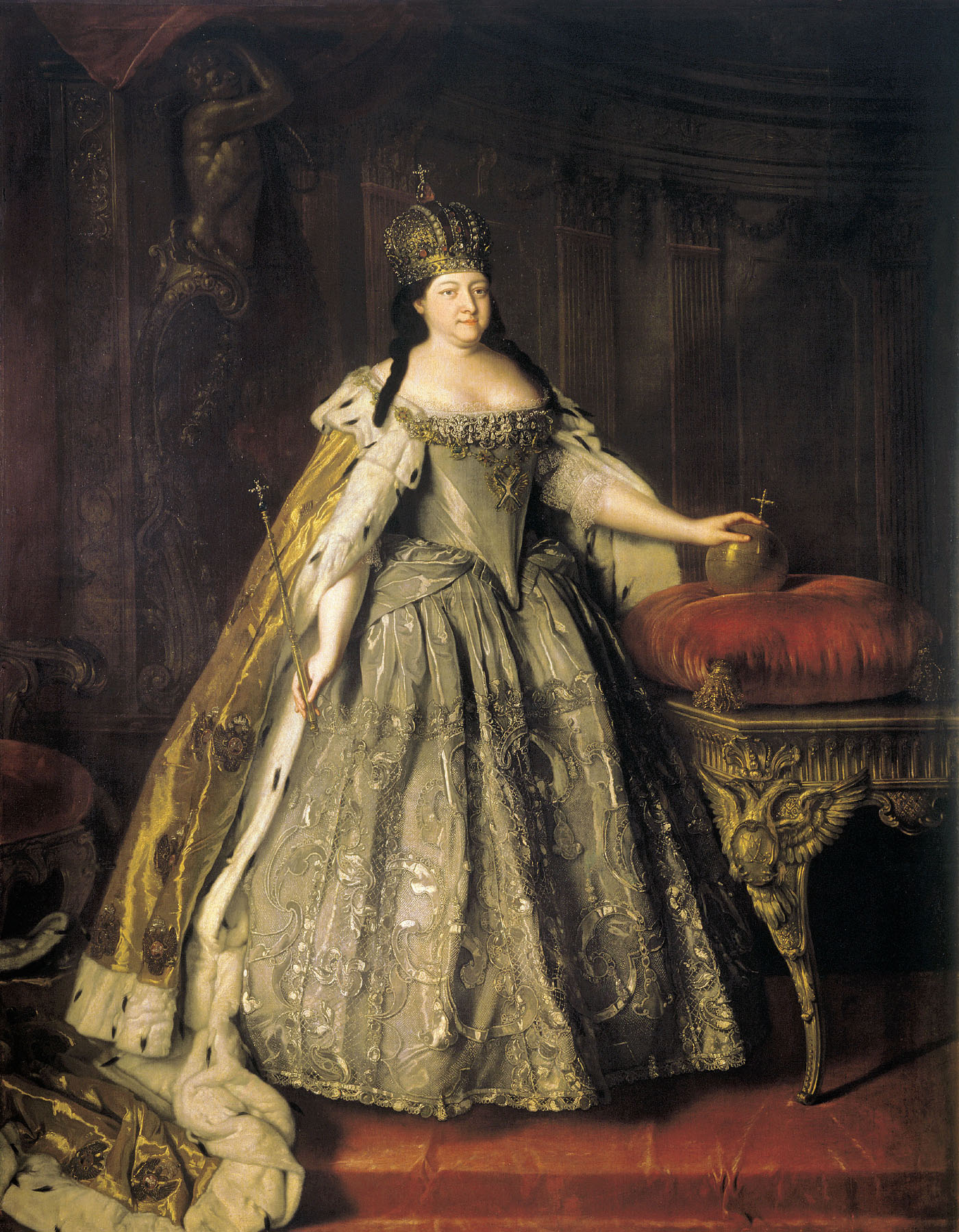
Carevna Anna Ivanovna, které Arnošt Jan Biron vděčil za svou závratnou kariéru i bohatství

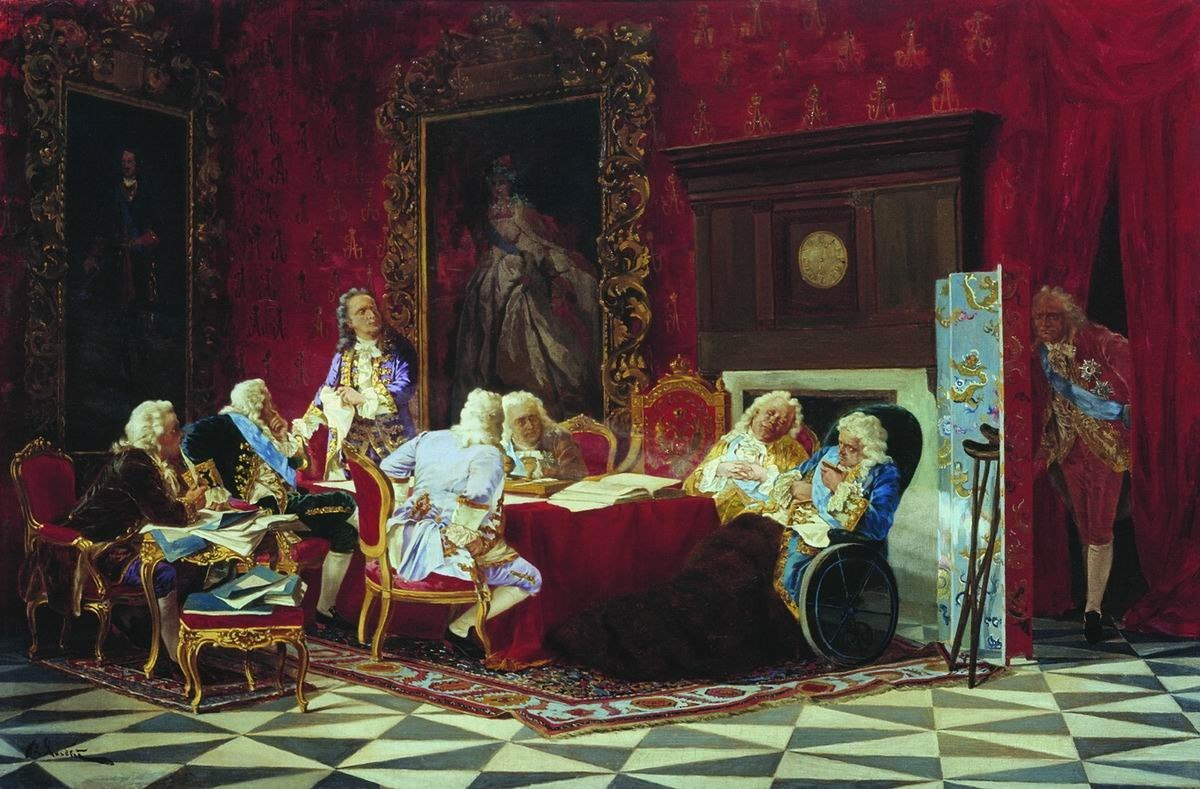
Kabinet ministrů carevny Anny Ivanovny

V roce 1730, když se Anna Ivanovna stala ruskou carevnou, Arnošt Jan Biron i se svou rodinou přijel do Petrohradu, kde dostal titul hraběte a úřad podkomořího. Obdržel Řád sv. Alexandra Něvského a Řád sv. Ondřeje. Začal užívat erb i jméno francouzských knížat Bironů (podle shodné fonetické podoby obou jmen), následně díky carevnině protekci získal v roce 1733 roku titul říšského hraběte od císaře Karla VI. zakoupil panství Sytov v Dolním Slezsku.
Obdařen bezmeznou důvěrou Anny Ivanovny začal Biron hromadit pro sebe státní úřady v Rusku. Stál v čele Tajné kanceláře i tříčlenného Carského kabinetu, v němž hrál hlavní roli a které si zcela podřídil. Převzal kontrolu nad civilní administrativou i vrchní velení armády, přičemž důležité posty obsazoval svými lidmi, nejčasněji livonskými Němci. Blízké okolí carevny, k němuž náleželi mezi jinými Burkhard Christoph Münnich i Andrej Ostermann záhy odstavilo od vlády dosud všemocnou rodinu Dolgorukovových, která byla vypovězena na Sibiř. V Rusku započala vláda jednoho ministra, totiž Birona; toto období je zváno bironovština.
Rychle bohatl a jeho majetek byl srovnatelný s majetkem carské rodiny. Byl známý životem na vysoké noze a chovem koní. Na carském dvoře organizoval lovy, hostiny, excentrické hry a zábavy. Zavedl v Rusku módu přepychu a okázalosti. Od poloviny 30. let 18. století měl fakticky plně v rukou vládu v Rusku. V roce 1737 po smrti Ferdinanda Kettlera byl Annou Ivanovnou jmenován jeho nástupcem a dědičným vévodou kuronským a zemgalským.
Jeho vláda byla plná surovosti, teroru, byrokratické zvůle. Důsledkem byla lokální povstání a mužické bouře. Pro jejich utlumení vytvořil Tajnou policii, v jejímž čele stál jemu zcela loajální Alexandr Ušakov. Zahájil politické procesy, například s prominentní bojarskou rodinou Dolgorukovových, a byl iniciátorem množství dvorských intrik, neboť se hrozil možnosti ztráty svého postavení. V roce 1733 se podílel na politice Ruska ohledně obsazení polského trůnu po smrti Augusta II. Silného. V roce 1735 na jeho radu carevna Anna Ivanovna vypověděla válku Turecku s cílem dobýt Krym. Ruská armáda sice rychle ovládla rozsáhlé území, tažení se však ukázalo neúspěšným pro neschopnost ruské diplomacie. Počátkem roku 1740 nechal na základě falešného obvinění ze zrady popravit svého posledního oponenta mezi Anninými rádci, knížete Artěmije Petroviče Volyňského.

### Regent ruského impéria
V roce 1740, po smrti carevny Anny Ivanovny, byl Arnošt Jan Biron ustanoven opatrovníkem nástupce carského trůnu, Ivana VI. Od umírající carevny získal i titul regenta do carevičovy plnoletosti. Když carevna zemřela (17. října), okamžitě převzal vládu. Neudržel se však dlouho, neboť proti němu vystoupila matka malého cara, Anna Leopoldovna.

### Pád
V noci 9. listopadu 1740 byl Arnošt Jan Biron uvězněn vojáky polního maršálka Burkharda Münnicha, internován v pevnosti Schlüsselburg a o několik dní později dekretem nové regentky zbaven vlády. Byl obviněn z vlastizrady a odsouzen k smrti. Anna Leopoldovna nicméně dodatečně změnila výrok soudu a poslala Birona do vyhnanství. Kníže pozbyl všech hodností, titulů, úřadů i majetku a byl 13. července roku 1741 v doprovodu stráží odvezen do Pelymu v tobolské gubernii. Na Sibiři měl zůstat až do své smrti. V Kuronsku kromě pokusu ustanovit novým knížetem polního maršála Ludvíka Arnošta Brunšvicko-Lünebursko-Bevernského nastalo několikaleté interregnum. Stát řídila Knížecí rada, které předsedal landhofmeister Kryštof Fridrich von Sacken-Appricken. Za vlády carevny Alžběty I. Petrovny se osud Arnošta Jana Birona poněkud zlepšil. Panovnice zmírnila výrok své předchůdkyně a změnila vyhnanství na domácí vězení. Trůnu zbavený kuronský vévoda se usadil v Jaroslavli na Volze, měl k dispozici palác se služebnictvem, knihovnu a stádo koní, mohl rovněž pořádat lovy. Stále byl vězněn pod kontrolou státu a neměl právo se vrátit do hlavního města Ruska. Teprve v roce 1762 car Petr III. dovolil Bironovi vrátit se do Petrohradu, vrátil mu dokonce i úřady a řády.

### Návrat na trůn Vévodství kuronského a zemgalského
V roce 1763 za vlády carevny Kateřiny II. byl Biron využit k posílení ruské politiky v Polsku a protekcí panovnice znovu usazen na trůn kuronského vévodství, kde již několik let vládl syn Augusta III. Polského, Karel Kristián Polsko-Saský. Po získání trůnu začal Biron rychle v Kuronsku zavádět absolutistickou vládu. Započal s výstavbou okázalých palácových rezidencí v Jelgavě a v Rundāle (ta bývá často označována za „baltské Versailles“). Jako postarší člověk však již nebyl schopen sám spravovat vládu a fakticky v jeho jméně vládl jeho syn a nástupce Petr Biron. V roce 1769 Arnošt Jan Biron rezignoval na další vládu a abdikoval. Zemřel tři roky nato, 29. prosince 1772 v Jelgavě. V kryptě pod zámkem v Jelgavě byl také vedle ostatních kuronských vévodů pochován.

## Rodina
Z manželství, které uzavřel roku 1723 s Benignou Gottliebou von Trotha (15. 10. 1703 – 5. 11. 1782 Jelgava), vzešli tři potomci:
- 1. Petr Biron (15. 2. 1724 Mitava – 13. 1. 1800), kníže kuronský, zemgalský a zaháňský (otec Kateřiny Vilemíny Zaháňské, známé jako paní kněžna z Babičky Boženy Němcové), I. manž. 1765 Karolína Waldecko-Pyrmontská (14. 8. 1748 Arolsen – 18. 8. 1792 Lausanne), pár se v roce 1772 rozvedl, II. manž. 1774 Jevdokija Borisovna Jusupovová (5. 5. 1743 Moskva – 19. 7. 1780 Petrohrad), rozvedli se v roce 1778, III. manž. 1779 Dorothea von Medem (3. 2. 1761 Mežotne – 20. 8. 1821 Löbichau)
- 2. Hedvika Alžběta (4. 7. 1727 – 31. 3. 1797), manž. 1753 baron Alexandr Ivanovič Čerkasov (1728 – 25. 4. 1788), tajný rady u ruského dvora
- 3. Karel Arnošt Biron (11. 10. 1728 – 16. 10. 1801), generálmajor ruské armády, pán na Sytově (Syców, dříve Wartenberg v Dolním Slezsku), zakladatel slezské linie bironských knížat, manž. 1778 Apolonia Ponińska (4. 2. 1759 Września – 5. 8. 1800 Petrohrad)